# Metzgeria lindbergii
Metzgeria lindbergii là một loài Rêu trong họ Metzgeriaceae. Loài này được Schiffner mô tả khoa học đầu tiên năm 1898.